# امنیت لایه پیام‌رسانی
امنیت لایهٔ پیام‌رسانی (MLS)، یک لایهٔ امنیتی برای پیام‌های رمزگذاری سرتاسری در گروه‌هایی با تعداد اعضای دو یا بیشتر است. کارگروه مهندسی اینترنت در حال توسعهٔ این لایه است، که با هدف بازدهی، کارایی و امنیت بالا طراحی شده است.

## ویژگی‌های امنیتی
از ویژگی‌های امنیتی MLS می‌توان به محرمانه بودن پیام، صحت پیام و احراز هویت پیام، احراز هویت عضویت، ناهم‌زمانی، محرمانگی پیشرو، امنیت پس از تسخیر و مقیاس‌پذیری اشاره کرد.

## تاریخچه
این ایده در سال ۲۰۱۶ متولد شد و اولین بار در یک جلسهٔ غیررسمی در جریان IETF 96 در برلین با شرکت‌کنندگانی از وایر، موزیلا و سیسکو مورد بحث و گفتگو قرار گرفت.
ایده‌های اولیه مبتنی بر رمزگذاری دو طرفه برای ارتباط ۱:۱ و ارتباط گروهی امن بودند. در سال ۲۰۱۷، دانشگاه آکسفورد یک مقالهٔ آکادمیک برای معرفی درختان چرخشی ناهمگام منتشر کرد و تمرکز خود را روی طرح‌های رمزگذاری کارآمدتر گذاشت.
اولین جلسات در فوریه ۲۰۱۸ در IETF 101 در لندن برگزار شد. اعضای مؤسس موزیلا، فیسبوک، وایر، گوگل، توئیتر، دانشگاه آکسفورد و اینریا هستند.